# Doppelbiergraben
Der Doppelbiergraben ist ein linker Zufluss der Kinzig im Main-Kinzig-Kreis bei Hanau in der Bulau im hessischen Vorspessart.

## Geographie

### Verlauf
Der Doppelbiergraben entspringt nordwestlich von Alzenau, in der Nähe der Landesgrenze zu Bayern. Er verläuft nach Westen und erreicht den Bruchwald Rote Lache (auch Doppelbiersumpf genannt), dessen Hauptzufluss er ist. In diesem Bereich verlief einst der Limes. Der Doppelbiergraben unterquert die Bundesautobahn 45 und fließt auf das Gebiet des Industriepark Wolfgang. In diesem Gelände ist er komplett verdolt. An der Landesstraße 3483 (früher Bundesstraße 43) kommt er wieder aus dem Untergrund hervor, unterquert die Bahnstrecke Frankfurt–Göttingen und die Bundesstraße 43a und mündet nördlich von Hanau-Wolfgang in die Kinzig.

### Flusssystem Kinzig
- Fließgewässer im Flusssystem Kinzig

## Hydrologie
Seit Jahrzehnten gibt es immer mehr Trockenperioden, in denen der Doppelbiergraben komplett versiegt. Bis Ende des 20. Jahrhunderts führte er ganzjährig Wasser. Um zu verhindern, dass mit dem Bach die gesamte Rote Lache trockenfällt, wurde am Doppelbiergraben ein Wehr errichtet, das das Winterwasser länger im Erlenwald halten soll.
Seit einem Störfall im Industriepark am 12. Dezember 1990, konnte im Sediment des Doppelbiergrabens eine leichte Alpha-Aktivität gefunden werden. Mit Uran angereichertes Regenwasser gelangte in den Doppelbiergraben.